# (11451) Aarongolden
(11451) Aarongolden ist ein Asteroid, der am 22. August 1979 vom schwedischen Astronomen Claes-Ingvar Lagerkvist entdeckt wurde.
Er wurde am 11. November 2000 nach dem Astronomen Aaron Golden (* 1969) von der National University of Ireland, Galway benannt.